# Opiekun (film)
Opiekun (ang. The Fundamentals of Caring) – amerykański komediodramat z 2016 roku w reżyserii Roba Burnetta na podstawie powieści "The Revised Fundamentals of Caregiving" autorstwa Jonathana Evisona, mający premierę 29 stycznia 2016 roku na Sundance Film Festival, a 24 czerwca tego samego roku na platformie Neflix.

## Fabuła
Pisarz na emeryturze Ben (Paul Rudd) podejmuje się nowego wyzwania i zaczyna pracować u kobiety o imieniu Elsa (Jennifer Ehle) jako opiekun jej nastoletniego syna (Craig Roberts), który jest chory na dystrofię mięśniową. Wkrótce zaczynają wspólnie przeżywać przygody i poznawać nowych ludzi – jedną z tych osób jest Dot (Selena Gomez).

## Obsada
- Paul Rudd jako Ben
- Craig Roberts jako Trevor
- Selena Gomez jako Dot
- Jennifer Ehle jako Elsa
- Megan Ferguson jako Peaches
- Frederick Weller jako Bob
- Bobby Cannavale jako Cash
- Julia Denton jako Janet

## Produkcja
11 października 2012 roku Rob Burnett i Jon Beckerman poinformowali, że powstanie film do powieści The Revised Fundamentals of Caregiving Jonathana Evisona. 7 stycznia 2015 roku Donna Gigliotti i James Spies zdecydowali się na bycie producentami filmu. 
13 stycznia tego samego roku Selena Gomez dołączyła do obsady. 7 grudnia zmieniono tytuł z The Revised Fundamentals of Caregiving na The Fundamentals of Caring.

### Zdjęcia
Zdjęcia zaczęły się 22 stycznia 2015 roku w Atlancie. Filmowanie zakończyło się 26 lutego.

## Odbiór
W serwisie Rotten Tomatoes krytycy przyznali filmowi wynik 78% ze średnią ocen 6,3/10, a na portalu Metacritic film dostał 55 punktów na 100.